# Тасарал
Тасара́л (каз. Тасарал) — село у складі Актогайського району Карагандинської області Казахстану. Адміністративний центр та єдиний населений пункт Тасаральського сільського округу.
Населення — 359 осіб (2021; 416 у 2009, 417 у 1999, 501 у 1989).
Національний склад станом на 1989 рік:
- казахи — 100 %.